# Marleyella bicolorata
Marleyella bicolorata is een straalvinnige vissensoort uit de familie van schollen (Pleuronectidae). De wetenschappelijke naam van de soort is voor het eerst geldig gepubliceerd in 1922 door von Bonde.

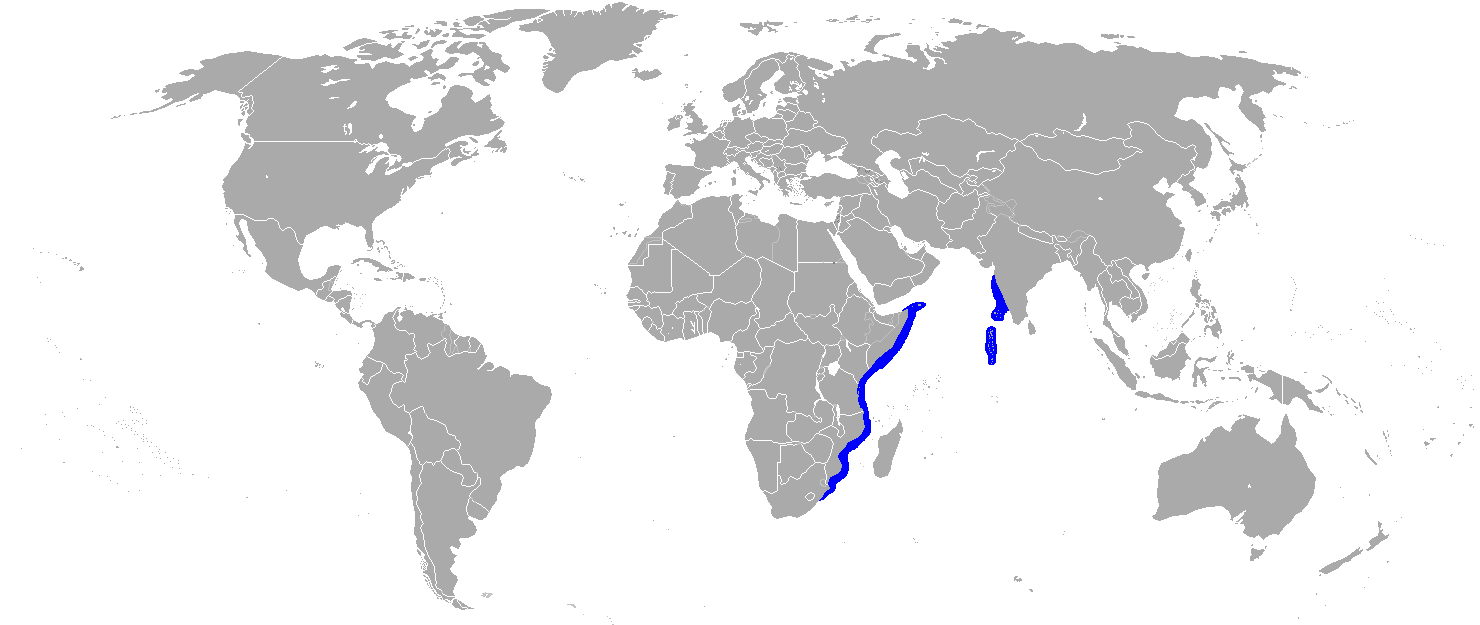
Verspreidingsgebied van Marleyella bicolorata